# Diana Wallis
Diana Paulette Wallis (ur. 28 czerwca 1954 w Hitchin) – brytyjska polityk i prawniczka, od 1999 do 2012 posłanka do Parlamentu Europejskiego.

## Życiorys
Ukończyła w 1975 studia z historii na Uniwersytecie Londyńskim. Rok później uzyskała magisterium w zakresie samorządu lokalnego na University of Kent. W latach 1984–1999 praktykowała jako radca prawny. Od 1995 była także wiceprzewodniczącą samorządu hrabstwa East Riding of Yorkshire. W 2001 została prezesem stowarzyszenia tłumaczy ustnych i pisemnych.
W 1999 i 2004 z listy Liberalnych Demokratów uzyskiwała mandat deputowanej do Parlamentu Europejskiego. W wyborach w 2009 skutecznie ubiegała się o reelekcję. W VII kadencji przystąpiła ponownie wraz z liberałami do grupy Porozumienia Liberałów i Demokratów na rzecz Europy, została też wiceprzewodniczącą Europarlamentu. W 2012 bez powodzenia ubiegała się o funkcję przewodniczącej PE. 31 stycznia tego samego roku złożyła mandat deputowanej.